# Canalejas del Arroyo (kommunhuvudort)
Canalejas del Arroyo är en kommunhuvudort i Spanien.   Den ligger i provinsen Provincia de Cuenca och regionen Kastilien-La Mancha, i den centrala delen av landet, 100 km öster om huvudstaden Madrid. Canalejas del Arroyo ligger 795 meter över havet och antalet invånare är 398.
Terrängen runt Canalejas del Arroyo är kuperad åt sydväst, men åt nordost är den platt. Runt Canalejas del Arroyo är det mycket glesbefolkat, med 5 invånare per kvadratkilometer. Närmaste större samhälle är Priego, 17,7 km nordost om Canalejas del Arroyo. Trakten runt Canalejas del Arroyo består till största delen av jordbruksmark.